# Bryan Grimes
Bryan Grimes (2 novembre 1828 - 14 août 1880) est un planteur de Caroline du Nord et un général de l'armée des États confédérés lors de la guerre de Sécession. Il participe à presque toutes les batailles majeures sur le théâtre oriental de la guerre.
Grimes est le dernier homme de l'armée de Virginie du Nord à être nommé major général. Il mène aussi l'attaque finale de cette armée peu avant qu'elle se rende à Appomatox Court House le matin du 9 avril 1865 aux forces de l'Union.

## Avant la guerre
Bryan Grimes, Jr. naît dans la plantation familiale ancestrale, appelée « Grimesland Plantation (en) » dans le comté de Pitt, Caroline du Nord. Elle est ajoutée au Registre national des lieux historiques en 1971. Son père, Bryan Grimes, Sr., est un planteur prospère. Sa mère, Nancy Grist, est la fille d'un célèbre général de Géorgie, qui meurt lorsque Grimes est âgé de quatre mois, et sa sœur aînée l'élève pendant un temps. Il suit sa scolarité dans le comté de Nash et le collège à Washington, Caroline du Nord avant d'entrer dans une école privée reconnue à Hillsborough. Grimes, à l'âge de quinze ans, entre à l'université de Caroline du Nord, où il est membre de la société philanthropique. Il est diplômé quatre ans plus tard en 1848. En 1849, son père lui donne le domaine de Grimesland, et avec lui le contrôle de ses 100 esclaves. Le 9 avril 1851, il se marie avec Elizabeth Hilliard Davis, mais elle décède six ans plus tard. Le couple aura eu quatre enfants, dont un, Bryan Grimes III, meurt dans son enfance. Grimes, très affecté, voyage plus tard en Europe.

## Guerre de Sécession
À son retour aux États-Unis, il est élu délégué de la Caroline du Nord pour la convention de la sécession. Il démissionne après la ratification de l'ordonnance de sécession et rejoint l'armée des États confédérés en tant que commandant 4th North Carolina Infantry (en) nouvellement levé le 16 mai 1861. Il combat pour la première fois lors de la première bataille de Bull Run le 21 juillet 1861 en Virginie. Grimes est promu lieutenant colonel le 16 mai 1862, et combat à la bataille de Seven Pines, au cours de laquelle il est blessé lorsque son cheval blessé s'écroule sur lui le 31 mai 1862. Le 19 juin 1862, Grimes est promu colonel et reçoit le commandement du 4th North Carolina Infantry, qui fait partie maintenant de l'armée de Virginie du Nord. Grimes commande le régiment pendant la campagne de la Péninsule, mais manque la campagne du Maryland et la bataille d'Antietam en raison d'une blessure grave à la jambe à la suite d'un coup de sabot de son cheval le 5 septembre 1862 près d'Edward's Ferry dans le Maryland. Après son rétablissement, Grimes reprend du service sur le terrain en commandant temporairement une brigade d'infanterie dans la division du major général Daniel Harvey Hill. Il combat avec le reste du second corps de Stonewall Jackson lors de la bataille de Fredericksburg en décembre, où ses hommes repoussent une attaque de l'Union.
Grimes retourne à son commandement régimentaire avant la campagne de Chancellorsville en 1863, où il est une nouvelle fois blessé, cette fois à un pied, le 3 mai 1863. Pendant le premier jour de combat à Gettysburg, le régiment de Grimes est la première unité confédérée organisée à entrer dans les rues de Gettysburg, Pennsylvanie. Il a la charge de l'arrière-garde pendant une partie de la retraite de l'armée en Virginie à la suite de la bataille de trois jours. Le 15 septembre 1863, il se marie avec Charlotte Emily Bryan, et ils auront finalement dix enfants ensemble, dont John Bryan Grimes (en), qui deviendra secrétaire d'État de Caroline du Nord. Une nouvelle fois, un autre fils appelé Bryan Grimes meurt en bas âge.
Pendant la campagne de l'Overland de 1864, Grimes est promu brigadier général avec une date de prise de rang au 19 mai 1864, et reçoit le commandement permanent de sa brigade de Caroliniens du nord. Cet automne, il combat lors des campagnes de la vallée de la Shenandoah dans l'armée du lieutenant général Jubal A. Early. Lorsque le major général Stephen D. Ramseur  est tué à Cedar Creek, Grimes assure le commandement de sa division le 9 décembre 1864 et la dirige pendant le reste de la guerre. Le 19 octobre 1864, alors qu'il est à Cedar Creek, il est blessé à une jambe.
Le 15 février 1865, Grimes est promu major général, le dernier homme à être nommé à ce rang dans l'armée Virginie du Nord. Il sert dans les tranchées entourant Petersburg et suit la retraite de Robert E. Lee vers l'ouest qui se termine lorsque la route est bloquée par les colonnes fédérales près d'Appomattox Court House. Grimes mène une attaque qui repousse temporairement les fédéraux de Lynchburg Road, ouvrant brièvement une route possible d'évacuation pour une partie de l'armée de Lee. Néanmoins, Lee choisit de se rendre au lieu de risquer un autre bain de sang inutile.
À la suite de la campagne d'Appomattox, Grimes se rend avec le reste de l'armée de Virginie du Nord le 9 avril 1865, et est libéré sur parole à Appomattox Court House. Il est pardonné par le gouvernement des États-Unis le 26 juin 1866.

## Après la guerre
Après la guerre, Grimes retourne en Caroline du Nord, et s'installe brièvement à Raleigh. Il retourne ensuite à Grimesland en janvier 1867 et reprend l'agriculture. Dix ans plus tard, il est nommé administrateur de l'université de Caroline du Nord.
En 1880, Grimes est pris en embuscade et tué dans le comté de Pitt, Caroline du Nord, par un tueur à gages nommé William Parker, vraisemblablement pour l'empêcher de témoigner lors d'un procès criminel. Grimes avait pris part à une tentative d'expulsion d'immigrants, et a été tué par leur homme de main. Parker est acquitté plus tard lors de son procès. Néanmoins, plusieurs années plus tard, Parker revient dans la région ivre et se vante d'avoir tué Grimes mais avoir obtenu l'acquittement. Il est arrêté pour ivresse et trouble à l'ordre public. Cette nuit, une foule entre dans la prison, empoigne Parker et le lynche. Personne ne sera poursuivi pour cet acte. Grimes est enterré dans le cimetière familial sur sa plantation, Grimesland, à huit kilomètres (cinq miles) de Chocowinity, Caroline du Nord.
Des parties des lettres écrites à la maison par Grimes pendant la guerre de Sécession sont publiées après sa mort en 1883, sous le titre de Extracts of Letters of Major Gen'l Bryan Grimes, to His Wife.

## Mémoire
En avril 1898, l'armée des États-Unis établit le « camp Bryan Grimes » à Raleigh et le baptise en mémoire de l'ancien général confédéré. Il sert comme point d'enrôlement pour les troupes de Caroline du Nord lors de la guerre hispano-américaine.
Le camp des fils des vétérans confédérés (en) (Sons of Confederate Veterans) situé à Greenville, Caroline du Nord, est désigné comme le camp « major général Bryan Grimes) en 1988.
Des amis et la famille ont érigé un cénotaphe dans le cimetière épiscopal de la trinité (en) à Chocowinity, en Caroline du Nord, comprenant une inscription de ses réalisations et de son service durant la guerre de Sécession.